# Chum Mey
Chum Mey (en khmer : ម៉ី), né vers 1930, est l'un des sept survivants connus de l'incarcération dans le camp S-21 de Tuol Sleng, où 20 000 Cambodgiens sont exécutés sous le régime des Khmers rouges.
Il survit à deux ans de torture et d’intimidation dans ce camp, motivé par la pensée de sa femme enceinte et de son enfant à naître. Ses compétences en réparation de machines lui permettent de rester en vie, car il est utile aux soldats de Pol Pot. En 2009, Chum Mey témoigne lors du procès des dirigeants survivants des Khmers rouges. Le 9 novembre 2014, il apparaît dans une émission de la BBC.
Chum Mey subit des tortures corporelles violentes, notamment des coups de houssine en bambou , des mutilations et des décharges électriques, au point de perdre connaissance. Pour mettre fin à la torture, il avoue tout ce que ses tortionnaires veulent entendre, écrivant dans ses aveux qu’il travaille pour la CIA et qu’il a recruté des dizaines d’agents au Cambodge,.
Il a participé au documentaire S21, la machine de mort khmère rouge.